# Trstenik (Lanišće)
Pour les articles homonymes, voir Trstenik (homonymie).
Trstenik (en italien : Trestenico) est une localité de Croatie située dans la municipalité de Lanišće, comitat d'Istrie. Au recensement de 2001, elle comptait 4 habitants.

## Démographie
| 1948 | 1953 | 1961 | 1971 | 1981 | 1991 | 2001 |
| ---- | ---- | ---- | ---- | ---- | ---- | ---- |
| 171  | 104  | 65   | 32   | 27   | 20   | 4    |